# Радоніце (район Прага-схід)
Селище Радоніце (нім. Radonitz) розташоване у районі Прага-Схід Середньочеського краю, неподалік від північно-східної околиці Праги. Селище розташоване приблизно шістнадцять кілометрів на північний схід від центру Праги та сім кілометрів на південний захід від міста Брандис-над-Лабою-Стара Болеслав. В селищи проживає приблизно 1100 мешканців.

## Історія
Перша письмова згадка датується 1397 р.

## Сусідні селища
Радоніце межують з Єнштейном на півночі, Дегтарами (Єнштейн) і Свемислівіцами на сході, Горніми Почерніцеми на півдні та Віноржі на заході.